# Philippe Gaillot
Philippe Gaillot (* 28. Februar 1965 in Château-Salins, Département Moselle) ist ein ehemaliger französischer Fußballspieler.
Der Abwehrspieler Gaillot stand während seiner gesamten, von 1984 bis 2002 dauernden Karriere, bis auf ein Jahr in Valenciennes, ausschließlich beim FC Metz unter Vertrag. Für die Grenats bestritt Gaillot 423 Spiele in der Division 1, in der Metz während seiner der gesamten Zeit dort spielte.
Die einzigen Titel in Gaillots Karriere waren die Coupe de France, die Metz 1988 gewann, und der 1996er-Erfolg in der Coupe de la Ligue.

## Weblink
- Philippe Gaillot in der Datenbank von L’Équipe (französisch)

| Personendaten    | Personendaten                |
| ---------------- | ---------------------------- |
| NAME             | Gaillot, Philippe            |
| KURZBESCHREIBUNG | französischer Fußballspieler |
| GEBURTSDATUM     | 28. Februar 1965             |
| GEBURTSORT       | Château-Salins               |